# أدب أذربيجاني
الأدب الأذربيجاني (بالأذرية: Azərbaycan ədəbiyyatı)‏، آذربایجان ادبیاتی)، (بالإنجليزية: Azerbaijani literature، بالتركية: Azerbaycan edebiyatı، بالروسية: Азербайджанская литература، بالفارسية: ادبیات آذربایجانی): هو أدب مكتوب باللغة الأذرية، والتي تعد إحدى اللغات الأتراكية، كما أنها اللغة الرسمية لأذربيجان، حيث يتم التحدث باللهجة الأذرية الشمالية. كما يتم التحدث بها محليا في إيران، حيث يتم استخدام اللهجة الأذرية الجنوبية، ويتم التحدث بها خاصة في المنطقة التاريخية الشمالية الغربية من أذربيجان (إيران). يتم التحدث باللغة الأذرية أيضًا كلغة محلية في روسيا (وخاصة داغستان)، وجورجيا، وتركيا. رغم أن غالبية الأذر يعيشون في إيران، فإن الأدب الأذربيجاني الحديث يتم إنتاجه غالباً في جمهورية أذربيجان، حيث تتمتع اللغة بوضع رسمي. يتم استخدام ثلاثة أنماط لكتابة اللغة: أبجدية أذربيجانية في جمهورية أذربيجان، والكتابة العربية في إيران، والكتابة الكريلية المستخدمة سابقًا في جمهورية أذربيجان الاشتراكية السوفيتية.